# 권경민
권경민(1982년 1월 3일~)은 대한민국의 다이빙 선수로, 1996년 하계 올림픽과 2000년 하계 올림픽에 참가했다.